# 豊後大野市総合文化センター
豊後大野市総合文化センター（ぶんごおおのしそうごうぶんかセンター）は、大分県豊後大野市三重町内田にある多目的ホールを中心とする市営施設である。通称、エイトピアおおの。

## 概要
大野郡8町村（三重町、野津町、犬飼町、大野町、緒方町、朝地町、千歳村、清川村）からなる大野郡広域連合によって、大野郡8町村の文化交流の拠点として、1998年（平成10年）に竣工・開館した。
2005年（平成17年）3月31日に野津町（現・臼杵市の一部）を除く大野郡7町村が合併して豊後大野市となったことに伴い、豊後大野市営となった。

## 施設
- ホール
  - 大ホール：1,001席（固定席995席、車椅子席6席）
  - 小ホール：300席（固定席292席、車椅子席8席）
- 建築概要
  - 鉄筋コンクリート構造（一部鉄骨構造）
  - 敷地面積：33,117 m2
  - 建築面積：5,981 m2
  - 延床面積：8,041 m2

## 所在地
大分県豊後大野市三重町内田878番地

## 交通

### 鉄道
- JR九州豊肥本線三重町駅から徒歩約10分